# 4-スルホムコノラクトンヒドロラーゼ
4-スルホムコノラクトンヒドロラーゼ(Feruloyl esterase、EC 3.1.1.92)は、以下の化学反応を触媒する酵素である。
4-スルホムコノラクトン + 水{\displaystyle \rightleftharpoons }マレイル酢酸 + 亜硫酸塩
従って、基質は4-スルホムコノラクトンと水の2つ、生成物はマレイル酢酸と亜硫酸塩の2つである。
この酵素は加水分解酵素に分類され、特にエステル結合に作用する。系統名は、4-スルホムコノラクトン スルホヒドロラーゼ(4-sulfomuconolactone sulfohydrolase)である。
この酵素は、細菌Hydrogenophaga intermedia及びAgrobacterium radiobacter S2から単離された。